# 젠수이현

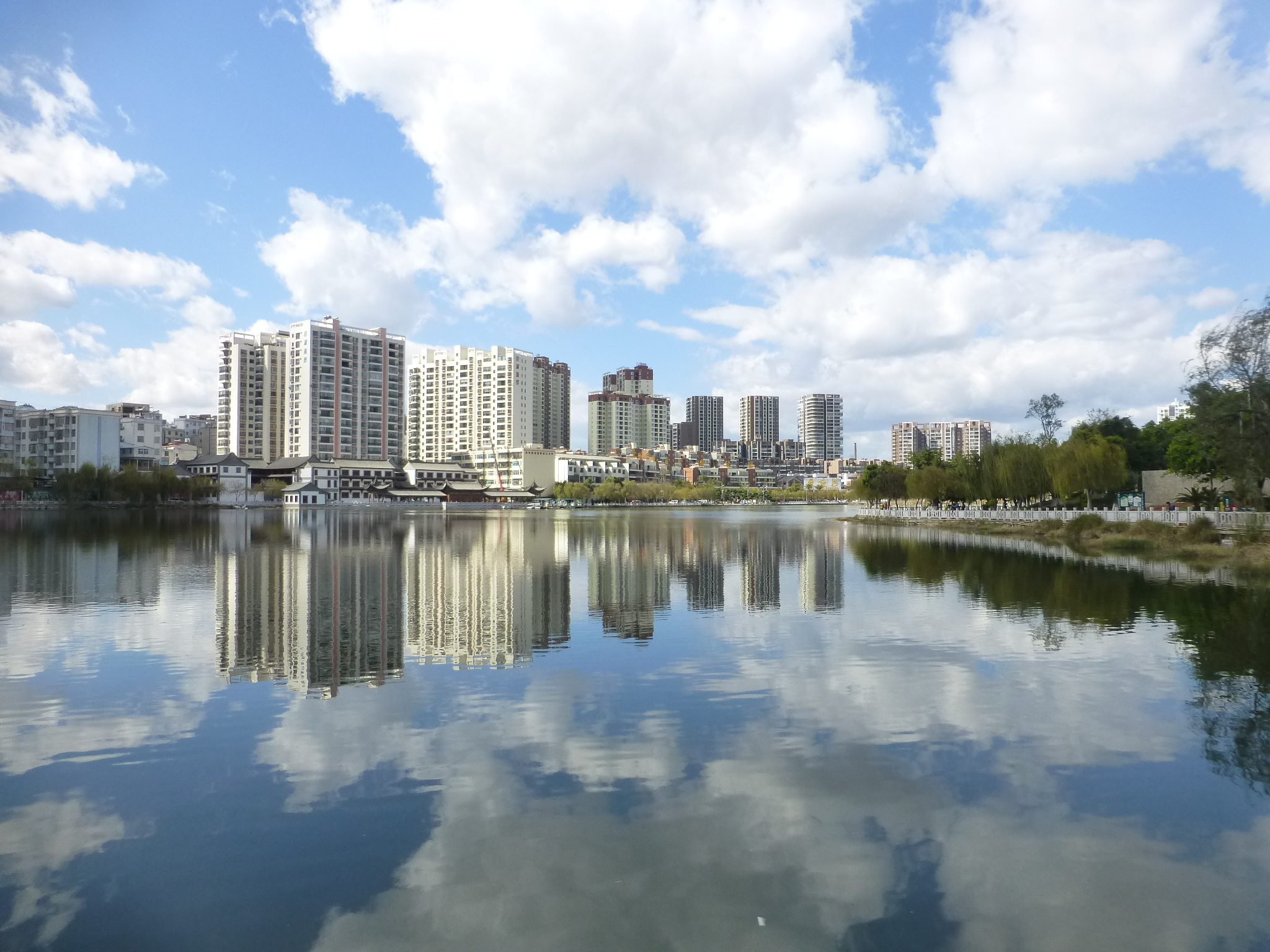

젠수이현(하니어:제입슈, 한국어: 건수현, 중국어: 建水县, 병음: Jiànshuǐ Xiàn)은 중화인민공화국 윈난성 훙허 하니족 이족 자치주의 현급 행정구역이다. 윈난 성의 역사적인 중심지로 중요한 운송의 교차로로 남아있다. 넓이는 3940km2이고, 인구는 2007년 기준으로 510,000명이다.

## 지리
동쪽으로 카이위안 시, 서쪽으로 스핑 현, 동남쪽으로 거주 시, 남쪽으로 위안양 시, 북쪽으로 퉁하이 현과 접한다. 연평균 기온은 19.8°C이다.

## 행정 구역
8개 진, 4개 향을 관할한다.
- 진: 临安镇, 官厅镇, 西庄镇, 青龙镇, 南庄镇, 岔科镇, 曲江镇, 面甸镇.
- 향: 普雄乡, 坡头乡, 盘江乡, 甸尾乡.